# Leiteite
La leiteite è un minerale.